# 2-Butinal
2-Butinal ist eine organische Verbindung mit der Summenformel C4H4O. Sie gehört zu den Alkinalen, einer Untergruppe der Aldehyde mit einer zusätzlichen C≡C-Dreifachbindung.
Die Verbindung wurde in Tabakrauch nachgewiesen.
Sie kann durch saure Hydrolyse des entsprechenden Dimethylacetals gewonnen werden.